# Trestan Ebner
Trestan Ebner (Henderson, 2 gennaio 1999) è un giocatore di football americano statunitense che milita nel ruolo di running back per i Chicago Bears della National Football League (NFL).

## Carriera

### Chicago Bears
Ebner al college giocò a football a Baylor. Fu scelto dai Chicago Bears nel corso del sesto giro (203º assoluto) del Draft NFL 2022. Nella sua stagione da rookie disputò 17 partite, nessuna delle quali come titolare, con 54 yard corse, 8 yard ricevute e 226 yard su ritorno.